# Viveiro Club de Fútbol

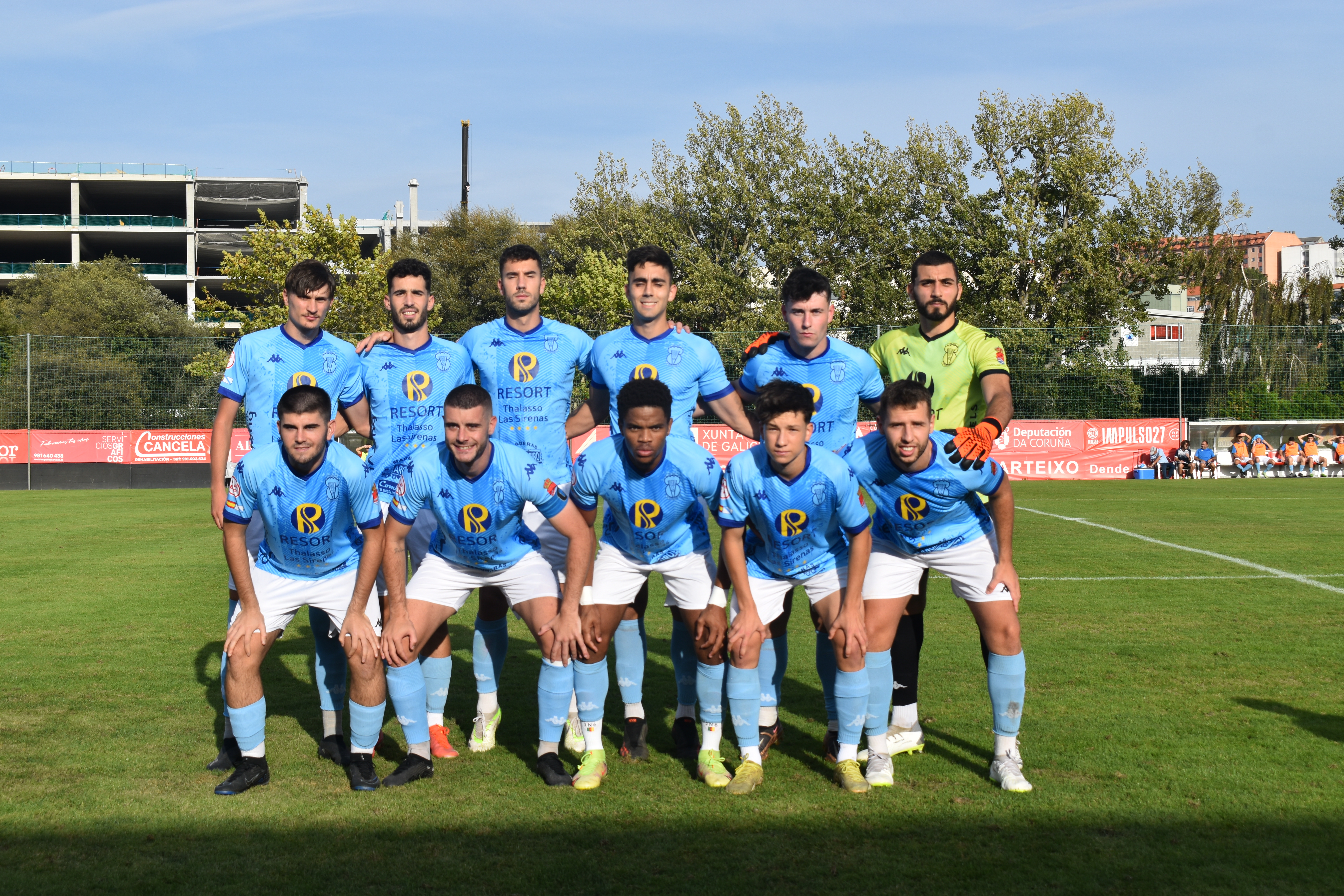
Atlético Arteixo - Viveiro CF, 3a RFEF

El Viveiro Club de Fútbol es un equipo de fútbol español del municipio gallego de Vivero, en la provincia de Lugo. Fue fundado en 1923 y juega en la temporada 2023-24 en el Grupo I de Tercera RFEF. La temporada 22/23, durante la cual celebró su centenario, el primer equipo militó en Tercera RFEF y la base contó con un equipo juvenil en Liga Gallega y un equipo cadete en División de Honor.

## Estadio
El equipo juega sus partidos como local en el campo municipal de Cantarrana, situado en la parroquia de Covas. El terreno de juego es de hierba natural y tiene dos gradas cubiertas.

## Datos del club
- Temporadas en Primera División: 0.
- Temporadas en Segunda División: 0.
- Temporadas en Segunda División B: 0.
- Temporadas en Tercera División: 26.
- Promociones de ascenso a Segunda División B: 5 (1992–93, 1993–94, 1994–95, 1996–97, 1998–99)

### Historial por temporadas
| Temp.   | Nivel | Categoría    | Puesto |
| ------- | ----- | ------------ | ------ |
| 1966/67 | 5     | 1.ª Comarcal | 1.º    |
| 1967/68 | 5     | 1.ª Comarcal | 2.º    |
| 1968/69 | 5     | 1.ª Comarcal | 2.º    |
| 1969/70 |       | no participó |        |
| 1970/71 | 5     | 1.ª Comarcal | 2.º    |
| 1971/72 | 5     | 1.ª Comarcal | 2.º    |
| 1972/73 | 5     | 1.ª Comarcal | 1.º    |
| 1973/74 | 5     | 1.ª Comarcal | 2.º    |
| 1974/75 | 5     | 1.ª Comarcal | 1.º    |
| 1975/76 | 5     | 1.ª Comarcal | 1.º    |
| 1976/77 | 4     | Reg. Pref.   | 19.º   |
| 1977/78 | 6     | 1.ª Regional | 2.º    |
| 1978/79 | 6     | 1.ª Regional | 9.º    |
| 1979/80 | 6     | 1.ª Regional | 2.º    |
| 1980/81 | 5     | Reg. Pref.   | 1.º    |

| Temp.   | Nivel | Categoría  | Puesto |
| ------- | ----- | ---------- | ------ |
| 1981/82 | 4     | 3.ª        | 7.º    |
| 1982/83 | 4     | 3.ª        | 13.º   |
| 1983/84 | 4     | 3.ª        | 10.º   |
| 1984/85 | 4     | 3.ª        | 8.º    |
| 1985/86 | 4     | 3.ª        | 5.º    |
| 1986/87 | 4     | 3.ª        | 19.º   |
| 1987/88 | 5     | Reg. Pref. | 1.º    |
| 1988/89 | 4     | 3.ª        | 9.º    |
| 1989/90 | 4     | 3.ª        | 5.º    |
| 1990/91 | 4     | 3.ª        | 6.º    |
| 1991/92 | 4     | 3.ª        | 13.º   |
| 1992/93 | 4     | 3.ª        | 1.º    |
| 1993/94 | 4     | 3.ª        | 4.º    |
| 1994/95 | 4     | 3.ª        | 2.º    |
| 1995/96 | 4     | 3.ª        | 7.º    |

| Temp.   | Nivel | Categoría  | Puesto |
| ------- | ----- | ---------- | ------ |
| 1996/97 | 4     | 3.ª        | 4.º    |
| 1997/98 | 4     | 3.ª        | 10.º   |
| 1998/99 | 4     | 3.ª        | 4.º    |
| 1999/00 | 4     | 3.ª        | 13.º   |
| 2000/01 | 4     | 3.ª        | 11.º   |
| 2001/02 | 4     | 3.ª        | 17.º   |
| 2002/03 | 4     | 3.ª        | 19.º   |
| 2003/04 | 5     | Reg. Pref. | 3.º    |
| 2004/05 | 4     | 3.ª        | 11.º   |
| 2005/06 | 4     | 3.ª        | 18.º   |
| 2006/07 | 5     | Reg. Pref. | 6.º    |
| 2007/08 | 5     | Preferente | 16.º   |
| 2008/09 | 5     | Preferente | 12.º   |
| 2009/10 | 5     | Preferente | 12.º   |
| 2010/11 | 5     | Preferente | 14.º   |

| Temp.   | Nivel | Categoría     | Puesto |
| ------- | ----- | ------------- | ------ |
| 2011/12 | 5     | Preferente    | 11.º   |
| 2012/13 | 5     | Preferente    | 6.º    |
| 2013/14 | 5     | Preferente    | 4.º    |
| 2014/15 | 5     | Preferente    | 7.º    |
| 2015/16 | 5     | Preferente    | 8.º    |
| 2016/17 | 5     | Preferente    | 8.º    |
| 2017/18 | 5     | Preferente    | 14.º   |
| 2018/19 | 5     | Preferente    | 3.º    |
| 2019/20 | 5     | Preferente    | 1.º    |
| 2021/22 | 4     | 3.ª           | 14.º   |
| 2021/22 | 5     | 3.ªRFEF       | 12.º   |
| 2022/23 | 5     | 3.ªFederación | 13.º   |

## Trofeo Ciudad de Viveiro
Desde 1969, el ayuntamiento de Vivero y el Viveiro CF organizan el trofeo Ciudad de Viveiro, torneo amistoso de verano.